# بلدرچین جنگلی گوش‌سیاه
بلدرچین جنگلی گوش‌سیاه (نام علمی: Odontophorus melanotis) نام یک گونه از سرده بلدرچین جنگلی است.